# Kirsten Moore-Towers
Kirsten Moore-Towers (St. Catharines, 1 juli 1992) is een Canadees voormalig kunstschaatsster die actief was als paarrijdster. Moore-Towers nam met twee partners deel aan drie edities van de Olympische Winterspelen: Sotsji 2014 (met Dylan Moscovitch), Pyeongchang 2018 en Peking 2022 (met Michael Marinaro). Ze won op de Winterspelen van 2014 met Moscovitch de zilveren medaille bij de teamwedstrijd.

## Biografie

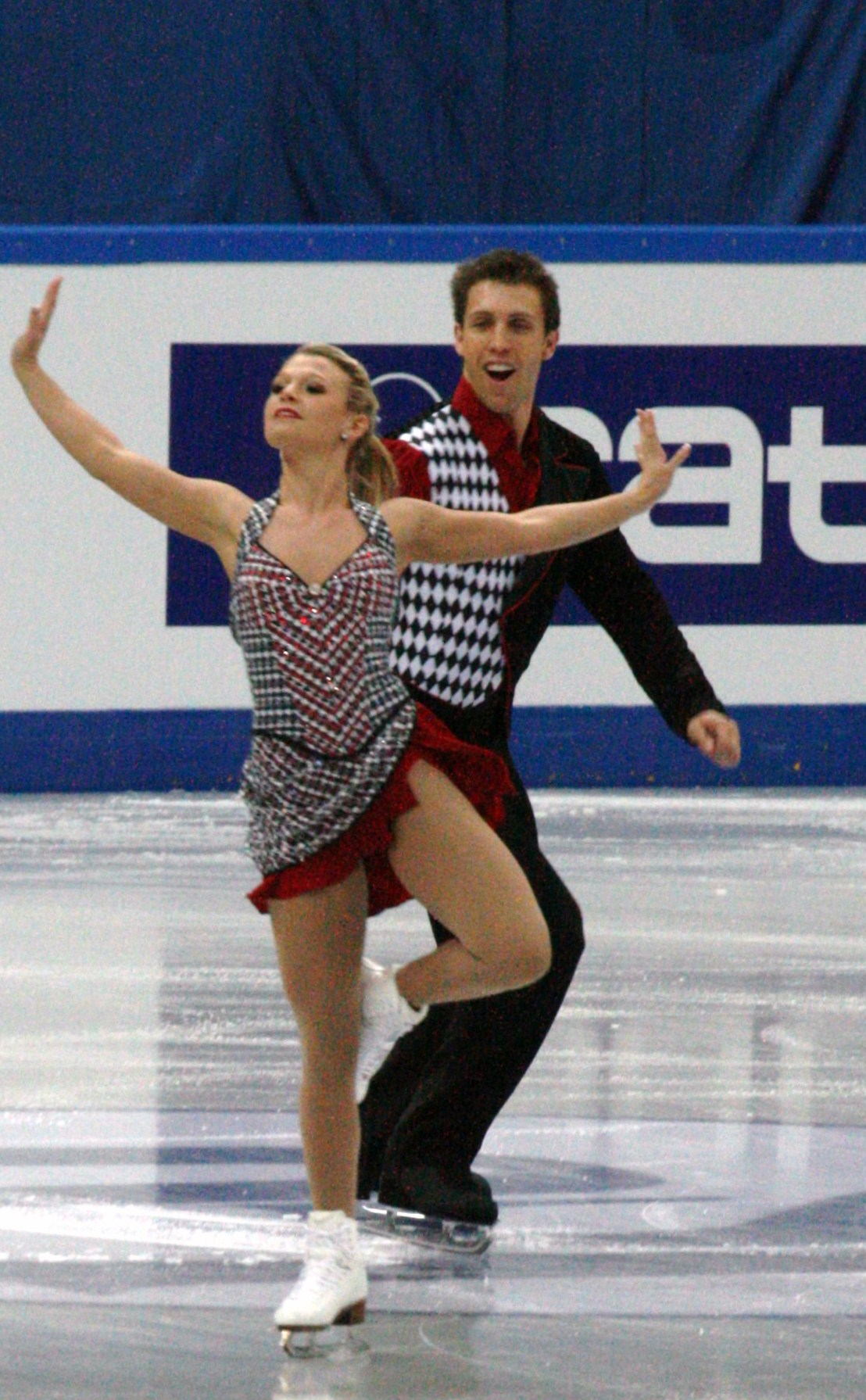
Moore-Towers en haar voormalige partner Dylan Moscovitch (2012)

Moore-Towers was tweeënhalf toen ze voor het eerst kennismaakte met het kunstschaatsen. Ze keek als jong meisje op tegen de Amerikaanse kunstschaatskampioenen Tara Lipinski en Sarah Hughes. Aanvankelijk was ze zelf ook een soloschaatsster: op haar veertiende sprong ze al een driedubbele Lutz. Ze begon rond april 2008 met paarrijden en vormde sindsdien een paar met Andrew Evans. Met hem deed ze mee aan één Junior Grand Prix-wedstrijd en werd ze vierde bij de NK junioren. Na tien maanden werd de samenwerking beëindigd.
In februari 2009 werd ze gekoppeld aan Dylan Moscovitch, die jarenlang op dezelfde ijsbaan had getraind als Moore-Towers. Het echtpaar Kris Wirtz en Kristy Sargeant, winnaars van de zilveren medaille bij de parenwedstrijden op de 4CK van 1999, coachte het jonge paar bij de Kitchener-Waterloo Skating Club in Waterloo (Ontario). Moore-Towers en Moscovitch maakten in het seizoen 2009/10 tijdens Skate Canada hun debuut bij de Grand Prix. Het jaar erop werden ze eigenlijk alleen ingedeeld bij Skate America, maar door het uitvallen van Jessica Dubé / Bryce Davison mochten ze toch weer aantreden bij Skate Canada. Bij beide wedstrijden wonnen ze de zilveren medaille en ze werden zesde bij de Grand Prix-finale. Vervolgens werden ze Canadees kampioen. Moore-Towers en Moscovitch hebben drie keer deelgenomen aan de WK en drie keer aan de 4CK, met als beste resultaat respectievelijk de vierde (WK: 2013, 2014) en de tweede plek (4CK: 2013). Het paar nam in 2014 deel aan de Olympische Winterspelen in Sotsji en werd er vijfde bij de paren en tweede met het team.
Kort na de Spelen maakten ze bekend de samenwerking te beëindigen. Hun doelstellingen zouden te ver uit elkaar liggen. Zij vond al gauw een nieuwe partner in Michael Marinaro, hij ging verder met Ljoebov Iljoesjetsjkina. Moore-Towers en Marinaro waren twee keer op de 4CK: ze werden negende in 2015 en zevende in 2017. Bij hun eerste deelname aan de WK in 2016 werden ze achtste. In 2018 kwalificeerden ze zich, in tegenstelling tot Moscovitch en Iljoesjetsjkina, voor de Olympische Winterspelen in Pyeongchang. De twee werden hier elfde. In de daaropvolgende WK van 2018 vielen twee van de drie Canadese kunstschaatsparen (Julianne Séguin / Charlie Bilodeau en Camille Ruest / Andrew Wolfe) tegen in de korte kür. Door de zesde plaats van Moore-Towers en Marinaro mogen er in 2019 op de WK toch nog twee kunstschaatsparen uit Canada meedoen. In 2022 werd het duo tiende op de Spelen in Peking. De twee maakten in juni 2022 bekend te stoppen met kunstschaatsen.
Moore-Towers is verloofd met kunstschaatser Liam Firus.

## Belangrijke resultaten
2008/09 met Andrew Evans, 2009-2014 met Dylan Moscovitch, 2014-2022 met Michael Marinaro
| Kampioenschap                                     | 08/09 |               | 09/10         | 10/11         | 11/12         | 12/13         | 13/14         |               | 14/15         | 15/16         | 16/17         | 17/18         | 18/19         | 19/20         | 20/21         | 21/22 |
| ------------------------------------------------- | ----- | ------------- | ------------- | ------------- | ------------- | ------------- | ------------- | ------------- | ------------- | ------------- | ------------- | ------------- | ------------- | ------------- | ------------- | ----- |
| Olympische Spelen                                 |       |               |               |               |               | 5e · (team)   |               |               |               | 11e           |               |               |               | 10e 4e (team) |               |       |
| Wereldkampioenschap                               |       |               | 8e            |               | 4e            | 4e            |               | 8e            |               | 6e            | 7e            | *             | 6e            | t.z.t.        |               |       |
| Viercontinentenkampioenschap                      |       | 9e            | 5e            |               | Zilver        |               | 9e            |               | 7e            |               | Zilver        | Brons         | *             |               |               |       |
| Grand Prix-finale                                 |       |               | 6e            |               | 5e            | 6e            |               |               |               |               |               | 5e            |               |               |               |       |
| Nationaal kampioenschap                           |       | 5e            | Goud          | 4e            | Zilver        | Zilver        | 4e            | 4e            | Brons         | Brons         | Goud          | Goud          | *             | Goud          |               |       |
| NK junioren                                       | 4e    | geen deelname | geen deelname | geen deelname | geen deelname | geen deelname | geen deelname | geen deelname | geen deelname | geen deelname | geen deelname | geen deelname | geen deelname | geen deelname | geen deelname |       |
| * Afgelast naar aanleiding van de coronapandemie. |       |               |               |               |               |               |               |               |               |               |               |               |               |               |               |       |

t.z.t. = trokken zich terug